# Ron Howells (Fußballspieler, 1935)
 Ronald „Ron“ Howells (* 3. August 1935 in Ferndale; † August 2014 in Wolverhampton) war ein walisischer Fußballspieler. Der Flügelspieler gehörte in der Saison 1957/58 zur Meistermannschaft der Wolverhampton Wanderers, kam dort aber nicht über die Rolle des Ergänzungsspielers hinaus.

## Sportlicher Werdegang
Howells wurde im November 1952 von den Wolverhampton Wanderers verpflichtet, nachdem er zuvor für Nuneaton Borough gespielt hatte. Zumeist auf der Position des Außenläufers eingesetzt, kam er in der Schlussphase der Saison 1955/56 zu seinen ersten Ligaeinsätzen und er bestritt die letzten sieben Partien, beginnend mit dem Debüt am 3. April 1956 gegen Aston Villa (0:0). Knapp zwei Jahre später absolvierte er in der Meistersaison 1957/58 zwei Ligaspiele in Serie gegen Newcastle United (3:1) und den FC Chelsea (2:1). Fortan erhielt er jedoch keine weiteren Bewährungschancen mehr in der ersten Mannschaft und im März 1959 wechselte er zum FC Portsmouth, der kurz danach als Tabellenletzter in die zweite Liga abstieg.
Zwar gehörte Howells in Portsmouth nun zum Stammpersonal, aber nach zwei weiteren Jahren musste er Mitte 1961 einen weiteren Abstieg in die dritte Liga hinnehmen. Howells blieb jedoch der zweiten Liga erhalten, da er dort im Juni 1961 mit Scunthorpe United einen neuen Arbeitgeber fand. Dort stand er in den folgenden zwei Jahren in 69 Ligaspielen in der Startelf, bevor er zum FC Walsall weiterzog, der kurz zuvor in die dritte Liga abgestiegen war. Sein Engagement in Walsall war nur von kurzer Dauer und nach dem Bekanntwerden des Bestechungsskandals im englischen Fußball wurde auch Howells beschuldigt und letztlich für ein halbes Jahr gesperrt. Faktisch endete damit seine Profilaufbahn im Fußball.
Howell verstarb im August 2014 im Alter von 79 Jahren.